# Mayte Alguacil
Mayte Alguacil Gomar (* um 1979 in Madrid) ist eine spanische Jazzmusikerin (Gesang).

## Leben und Wirken
Alguacil begann ihr Musikstudium im Alter von zwölf Jahren am Rodolfo Halffter Konservatorium in Móstoles, wo sie Flöte studierte. Sie setzte dann ihr Flötenstudium in Barcelona an der Escuela Superior de Música de Catalunya bei Júlia Gallego fort. 
In Katalonien wurde ihr Interesse am Jazz geweckt; nach Abschluss ihres klassischen Flötenstudiums studierte sie Jazzgesang im selben Zentrum. Nachdem sie Unterricht bei Carme Canela und Ana Finger sowie Joan Monné, Eladio Reinón, Matthew Simon, Agustí Fernández, Mireia Lara, Pep O’Callaghan, Francesc Capella und Lluís Vidal hatte, schloss sie 2011 ihr Studium ab. Auch absolvierte sie Meisterkurse bei David Hoffmann, Dick Oatts, Jerry Bergonzi, Jim Snidero und Chris Cheek. 2016 nahm sie Privatunterricht bei Cheek und bei Marion Cowings.
Alguacil gehörte mehrere Jahre lang zu einem Projekt des Posaunisten Víctor Correa, mit dem sie das Album Wind & Song (2012) vorlegte. Mit dem Bassisten Pau Lligadas entstand 2013 das Album Better Together. 2015 legte sie ihr Album Day by Day (Fresh Sound New Talent) vor, bei dem sie Pianist Michael Kanan, Bassist Pedro Campos und am Schlagzeug Jorge Rossy begleitete. Mit dem Gitarristen Jaume Llombart, dem Kontrabassisten Pedro Campos und den Gästen Enrique Oliver und Félix Rossy folgte 2017 das Album Trav’lin’ Light beim selben Label. Dort erschien auch ihr Album Christmas Time.